# Суперкубок Испании по футболу 2003
18-й Суперкубок Испании по футболу прошёл 24 и 27 августа 2003 года. В матче встретились чемпион Испании прошлого сезона — Реал Мадрид и обладатель Кубка Испании — Мальорка. Реал Мадрид победил по сумме двух матчей 4:2.

## Первый матч
| 24 августа 2003 23:45 MSK | \| Мальорка (Пальма) \| 2:1 (отчет) \| Реал Мадрид (Мадрид) \| \| Бруггинк 45′ · Это'о 47′ \| Голы \| Фигу 18′ \| | Сон Мойкс (Пальма) Зрителей: 23,142 Судья: Перес Бурруль |
| Мальорка (Пальма)         | 2:1 (отчет) | Реал Мадрид (Мадрид)                                     |
| Бруггинк 45′ · Это'о 47′  | Голы | Фигу 18′                                                 |

## Ответный матч
| 27 августа 2003 23:45 MSK            | \| Реал Мадрид (Мадрид) \| 3:0 (отчет) \| Мальорка (Пальма) \| \| Рауль 44′ · Роналдо 52′ · Бекхэм 73′ \| Голы \| \| | Сантьяго Бернабеу (Мадрид) Зрителей: 50,000 Судья: Медина Канталехо |
| Реал Мадрид (Мадрид)                 | 3:0 (отчет) | Мальорка (Пальма)                                                   |
| Рауль 44′ · Роналдо 52′ · Бекхэм 73′ | Голы |                                                                     |